# Noakidiska lagarna
Noakidiska lagarna härstammar från judendomens Torah och utgör en universell samling bindande lagar för icke-judar. Lagarnas uppkomst och benämning är relaterad till berättelsen om Syndafloden där Gud sluter ett förbund med Noa och hans efterkommande. De Noakidiska lagarna betraktas av troende judar som bindande för icke-judar i deras kontakt med Gud.
Troende som följer de Noakidiska lagarna benämns som noakider, eller B'Nei Noah (hebr. för Noas söner).

## De 7 Noakidiska lagarna
1. Uttala inte utan anledning Guds namn, förbanna inte Gud, bedriv inte ockultism
2. Tillbed inte falska gudar eller avbilder
3. Begå inte stöld eller kidnappning
4. Begå inte mord
5. Utöva inte sexuellt omoraliska förhållanden
6. Etablera rättvisa och moraliska domstolar
7. Ät inte kött från ett djur som lever

Det är tillåtet för noakider att ta på sig ytterligare förhållningsregler som normalt sett är associerade med judar, exempelvis kosher-hushållning, bära kippa och tallit. Emellertid finns det somliga undantag.

## Noakidiska studier
Noakidism är ett relativt nytt område och därför finns det ytterst lite information om hur noakidisk bön och studier bör gå till. Somliga program för andakter har emellertid arbetats fram av judiska rabbiner och grupper, främst ur Chabad-Lubavitchiska judar. Enligt riktlinjerna bör noakider studera det som rör noakidism och personens andlighet, men inte halacha eller Talmud. För nybörjare kan det vara bra att etablera en kontakt med en ortodox rabbi.